# Prazo Mandombe
O Prazo Mandombe foi um território (prazo) português no atual território da Zâmbia, situado na margem direita do rio Luangwa, junto à sua foz, na margem esquerda do rio Zambeze. O seu limite norte seria o rio Rufunsa, seguindo o "Mappa dos Prazos do Distrito do Zumbo", da Sociedade de Geografia de Lisboa. A sua área, estimada, seria de cerca de 294 quilómetros quadrados. O território foi entregue ao governo português por Caetano Anselmo de Santana a 15 de setembro de 1883.  A 5 de novembro de 1890 estava arrendado por João de Mendonça Lopes, arrendado desde 11 de julho de 1886. Em 23 de janeiro de 1888, o prazo Mandombe foi atacado pelos régulos "Macinca-Cinca", "Boruma", "Bandagoa", "Pancha" e "Manica", tendo havido combates, incêndios e mortes. Terá sido abandonado na sequência do Tratado Anglo-Português de 1891.